# Szczawiór alpejski
Szczawiór alpejski (Oxyria digyna (L.) Hill.) – gatunek rośliny należący do rodziny rdestowatych. Występuje w Ameryce Północnej, Azji i w Europie, również w Islandii i na Grenlandii. W Polsce wyłącznie w Tatrach i na Babiej Górze. Naukowa nazwa pochodzi od greckiego słowa oxys, oznaczającego kwaśny oraz słów di = dwa i gyne = słupek (roślina ma dwuszyjkowy słupek)

## Morfologia
ŁodygaWzniesiona, o wysokości 5–30 cm, niemal bezlistna. Pod ziemią krótkorozgałęzione kłącze.
LiścieWszystkie zebrane w różyczkę liściową. Liście okrągławonerkowate, długoogonkowe, ogonki liściowe obłe.
KwiatyDrobne, tworzące gęsty kwiatostan w górnej części łodygi. Podsadki są bezblaszkowe, złożone z samych pochew (co najwyżej u dolnej podsadki drobna blaszka). Okwiat 4-działkowy, niezróżnicowany na kielich i koronę. Kwiaty obupłciowe z dwuszyjkowym słupkiem. Zewnętrzne listki okwiatu mniej więcej przylegają do owocu, wewnętrzne o długości do 3 mm z 3 równoległymi nerwami mają łopatkowaty kształt.
OwocSpłaszczony, okrągły z szerokimi, czerwonymi skrzydełkami. Ma długość 3–4 mm.

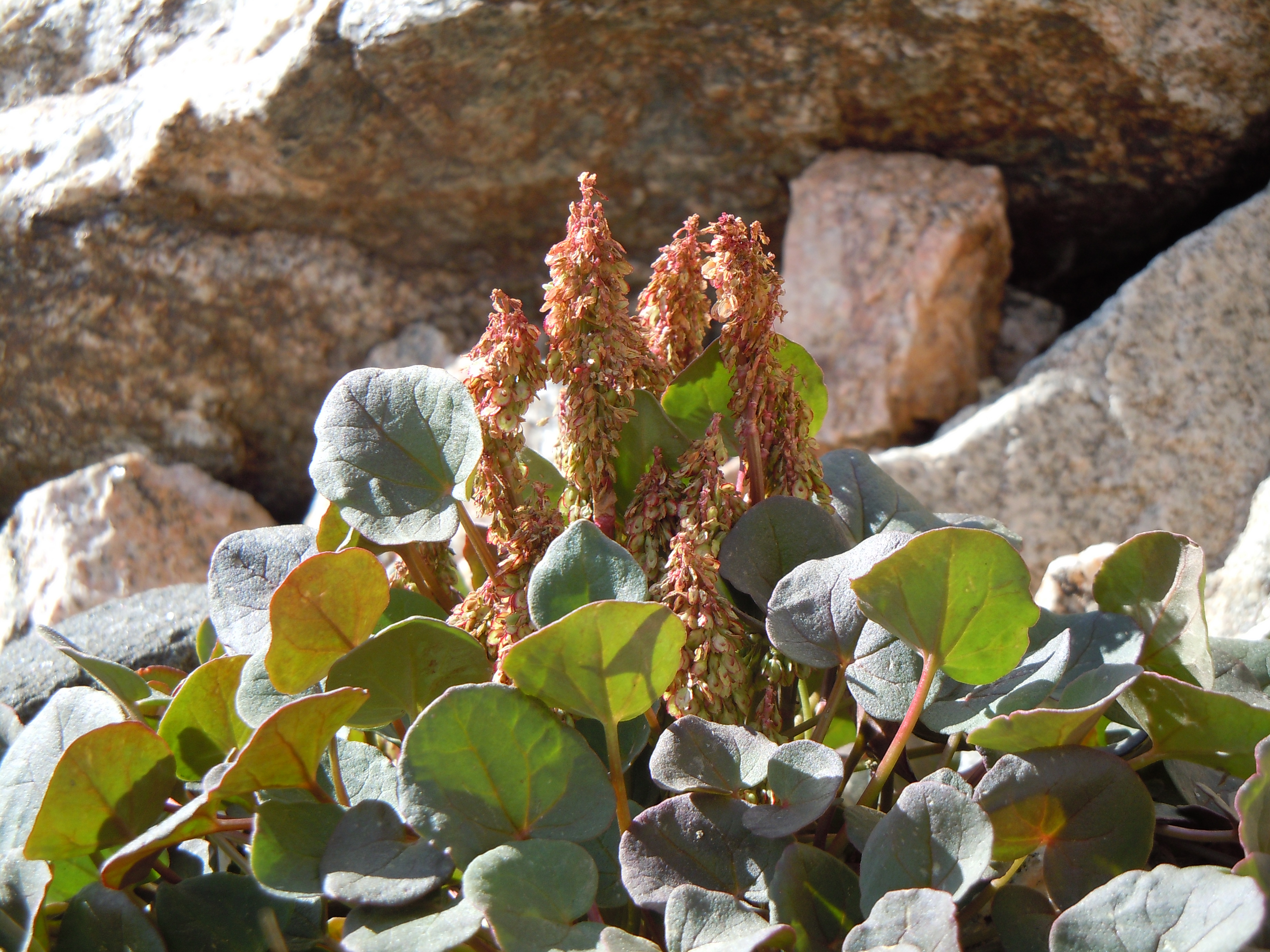
Pokrój
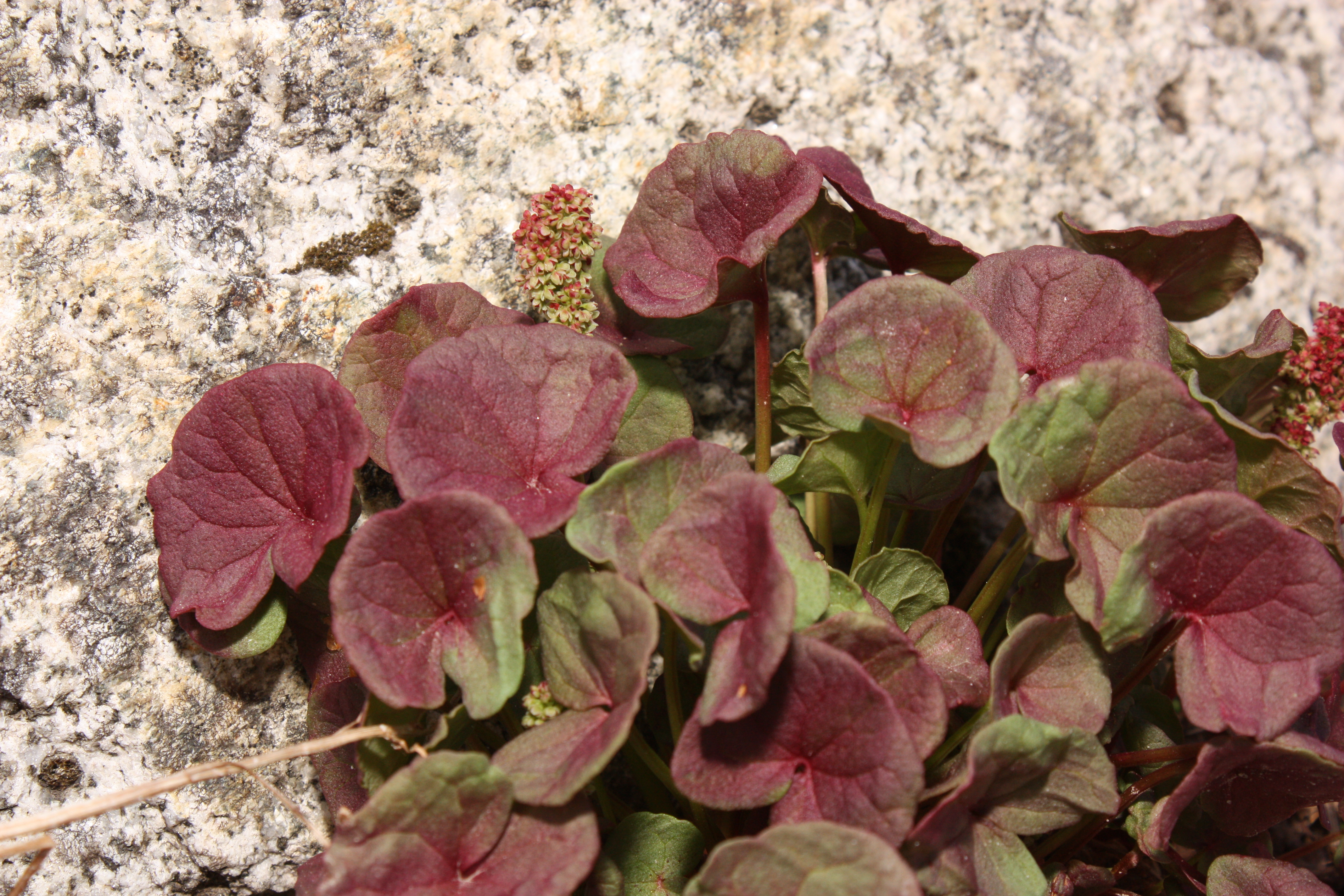
Liście
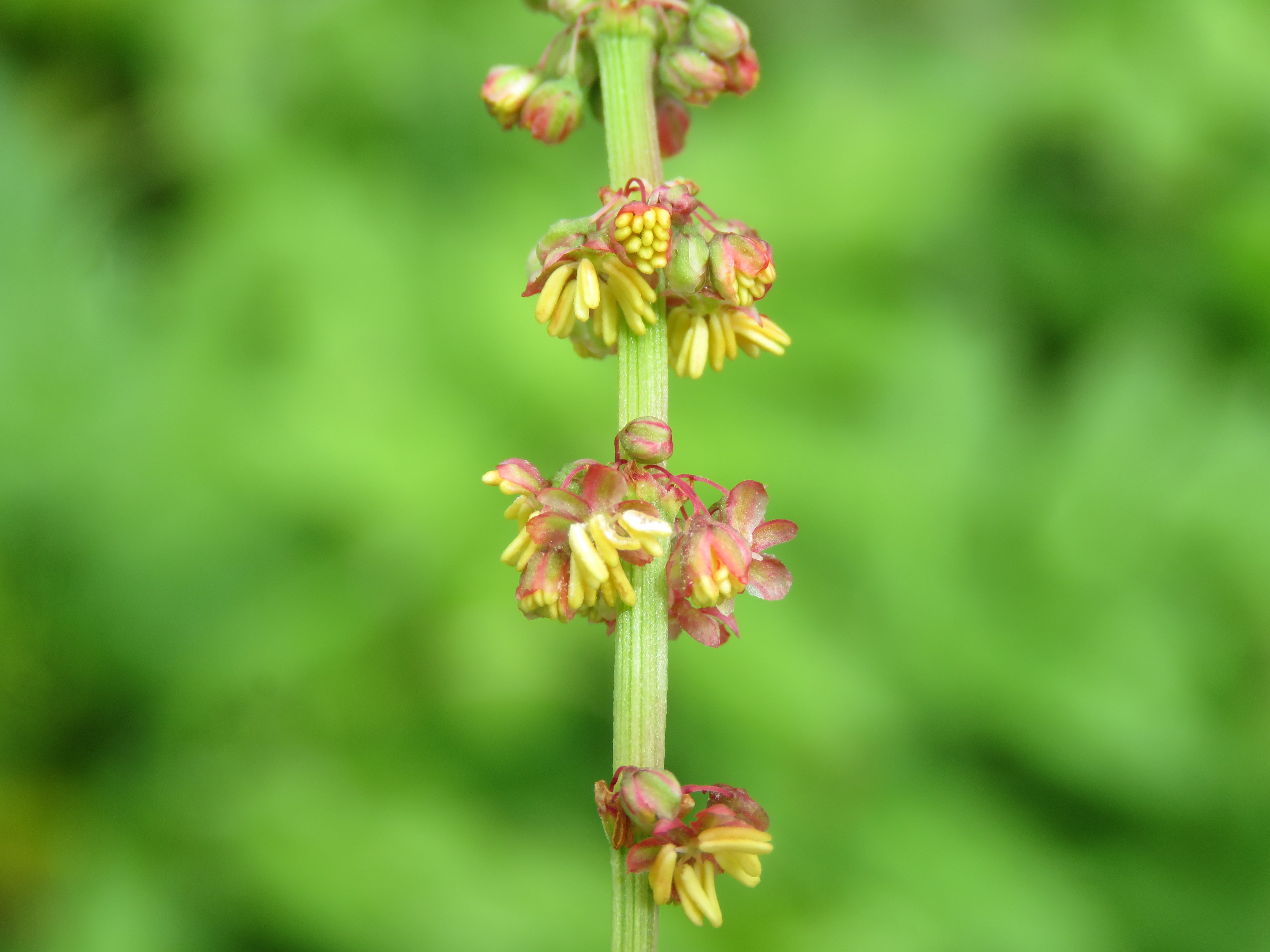
Kwiaty
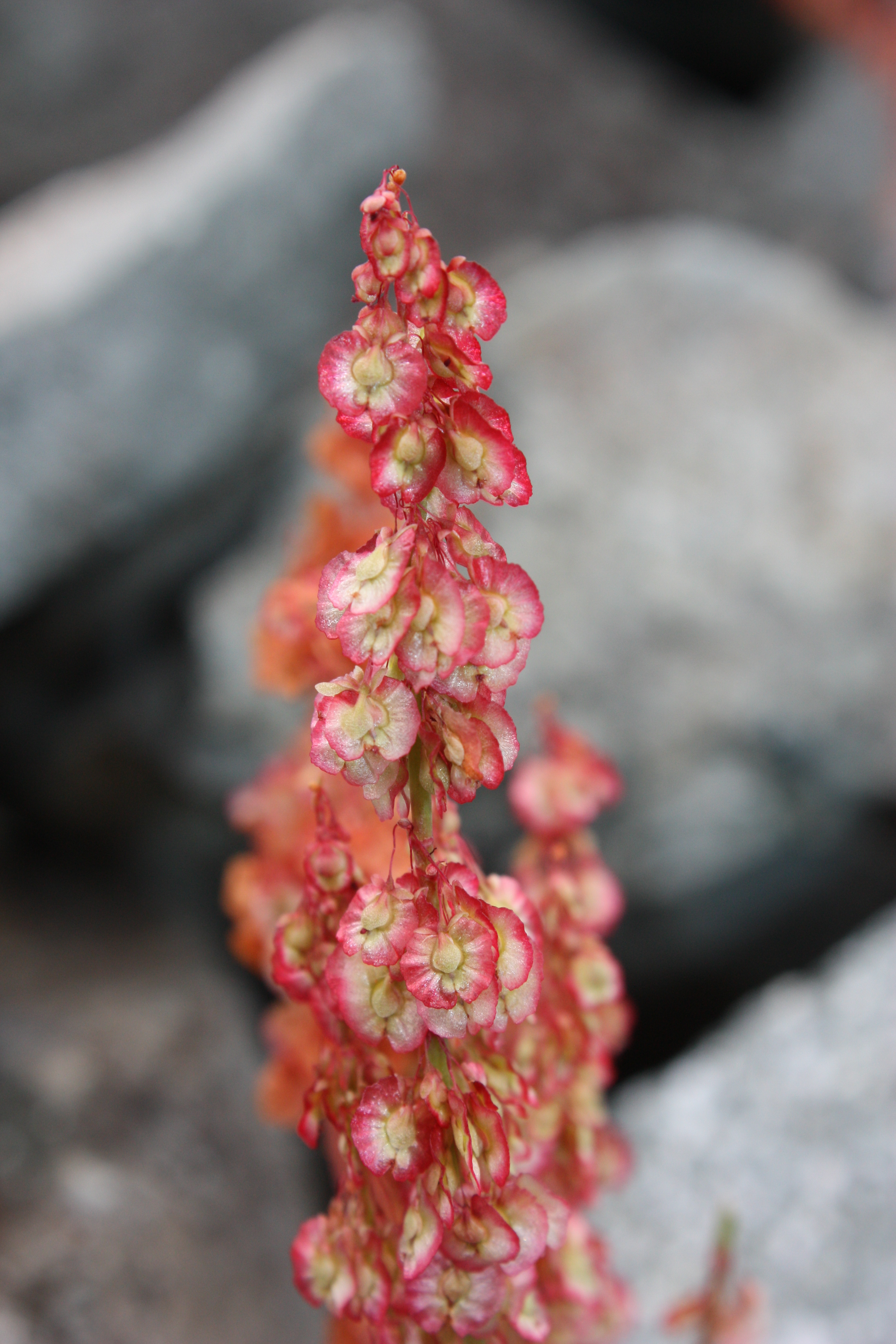
Owoce

## Biologia i ekologia
Bylina, hemikryptofit. Kwitnie od lipca do września. Siedlisko: piargi, żwirki. Występuje zarówno na granicie, jak i na wapieniu. W Tatrach głównie w dwóch najwyższych piętrach (turniowym i halnym), rzadziej niżej. Gatunek charakterystyczny dla rzędu (O.) Androsacetalia alpinae, Ass. Oxyrio-Papaveretum i gatunek wyróżniający dla Ass. Oxyrio-Saxifragetum. 